# (464041) 2014 WO185
(464041) 2014 WO185 es un asteroide perteneciente al cinturón de asteroides, descubierto el 26 de marzo de 2003 por el equipo Spacewatch desde el Observatorio Nacional de Kitt Peak (Arizona, Estados Unidos).